# Karbunarë
Karbunarë là một xã trong quận Lushnjë thuộc hạt Fier, Albania. Dân số năm 2005 là 5381 người.